# مورس (سويسرا)
مورج أو مورس (بالفرنسية: Morges)‏ هي بلدية تقع في سويسرا في كانتون فود. يقدر عدد سكانها بـ 17,975 نسمة .

## المدن التوأمة
مدن فيرتو و روشيفورت هي مدن توأمة ل مورس (سويسرا).

## أعلام
- بنجامين فوتييه
- يان سومر
- ميلو مارتن
- غريغوار مولر
- آن ملكة رومانيا
- إرنست لافي
- فرانسوا ألفونس فوريل
- رينيه موراكس
- جيان موراكس